# بوکاژ

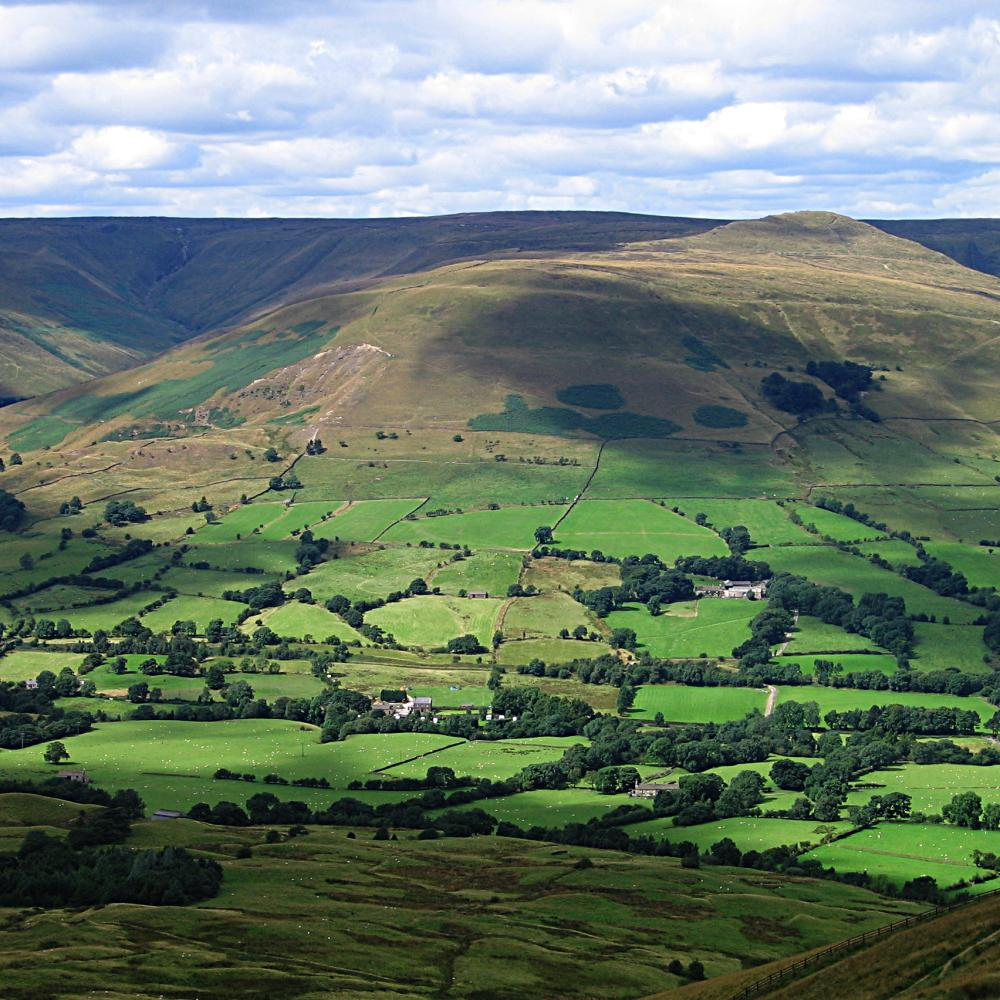
بوکاژ کوهپایه‌ای

بوکاژ چشم‌اندازی به نوعی سرزمین و چشم‌اندازی مرتعی-کشاورزی با درختان است که به وسیلهٔ حصارها و درختان به مزارع کوچکی تقسیم شده‌است گفته می‌شود.